# Alucitídeos
Alucitidae é uma família de insectos da ordem Lepidoptera.
É uma pequena família constituida por cerca de 130 espécies.
A particulariedade mais notória é a presença de seis espinhas rígidas nas asas, ramificadas, criando uma estrutura similar à pena de uma ave.

## Géneros
- Alinguata
- Alucita
- Hebdomactis
- Hexeretmis
- Microschismus
- Paelia
- Prymnotomis
- Pterotopteryx
- Triscaedecia